# Флаг Ярославского городского поселения
Флаг муниципального образования Яросла́вское городское поселение Хорольского муниципального района Приморского края Российской Федерации — опознавательно-правовой знак, служащий официальным символом муниципального образования.
Флаг утверждён 13 марта 2013 года решением муниципального комитета Ярославского городского поселения № 138 и подлежит внесению в Государственный геральдический регистр Российской Федерации.

## Описание
«Прямоугольное двухстороннее полотнище жёлтого цвета с отношением ширины к длине 2:3, вдоль верхнего края несущее полосу голубого цвета шириной 1/3 ширины полотнища. В середине полотнища изображены фигуры из герба Ярославского городского поселения: на голубой полосе — жёлтого фазана, на жёлтом полотнище — двухцветной друзы, слева — зелёного цвета, справа — малинового цвета».

## Обоснование символики
Ярославское городское поселение расположено на территории Приханкайской низменности. Своим рождением посёлок Ярославский (административный центр поселения) обязан открытию богатейшего месторождения олова и флюорита (кристаллического минерала необходимого при плавке металлов). В настоящее время в посёлке функционирует градообразующее предприятие — Ярославский горно-обогатительный комбинат (ЯГОК). В окрестностях посёлка и на всей территории Хорольского района обитают фазаны. Они встречается везде, являясь своеобразной визитной карточкой поселения.
Символика флага Ярославского городского поселения отражает его особенности:
— кристаллы флюорита (они встречаются разного цвета) — символизируют природные богатства Приморского края, градообразующее предприятие ЯГОК и его тружеников, жителей поселения;
— фазан — символ уникальной природы Приморья. Фазан, как птица — символ свободолюбия, символ души природы, символ красоты.
Голубой цвет (лазурь) — символ возвышенных устремлений, искренности, преданности, возрождения.
Жёлтый цвет (золото) — символ высшей ценности, величия, богатства, урожая.
Зелёный цвет символизирует весну, здоровье, природу, молодость и надежду.
Малиновый цвет (пурпур) — символ власти, славы, почёта, благородства происхождения, древности.